# Mosito Lehata
Mosito Stephen Lehata (* 8. April 1989 in Ha Moima, Makhoarane, Distrikt Maseru) ist ein lesothischer Leichtathlet. Er nahm am 200-Meter-Lauf bei den Olympischen Spielen 2012 in London teil, schied dort allerdings bereits im Vorlauf 4 als Achter mit einer Zeit von 20,74 Sekunden aus.
Lehata war einer von insgesamt vier bzw. fünf lesothischen Athleten, die an den Olympischen Spielen 2012 teilnahmen. Des Weiteren gilt er als einer der besten Sprinter seines Heimatlandes und hält aktuell (Stand: 27. August 2014) vier nationale Leichtathletikrekorde.

## Leben und Karriere
Lehata wurde im Jahre 1989 im Dorf Ha Moima in Makhoarane im lesothischen Distrikt Maseru geboren und begann während seiner High-School-Zeit im Jahre 2006 seine Karriere als Leichtathlet. Anfangs wurde er vor allem auf größeren Distanzen ausgebildet. Seine persönliche Bestleistung im 3000-Meter-Lauf erzielte er 2009 mit 8:38,9 Minuten im südafrikanischen Potchefstroom. Im Laufe der Zeit kam er zu immer kürzeren Distanzen und war fortan ausschließlich als Sprinter im Einsatz. Am 9. April 2011 stellte Lehata bei den Yellow Pages South African Championships seinen ersten nationalen Rekord auf, indem er einen seit mehr als 28 Jahren bestehenden Rekord über 100 Meter um 0,02 Sekunden übertraf und dabei auf eine Zeit von 10,47 Sekunden kam. Ebenfalls im Jahre 2011 nahm der Lesother, der zuvor in einem der High Performance Training Centres der IAAF auf Mauritius trainiert hatte, an den Leichtathletik-Weltmeisterschaften 2011 im südkoreanischen Daegu teil. Dabei trat er im 200-Meter-Lauf an den Start und qualifizierte sich als erster Lesother in der Geschichte für das Semifinale, wobei er in diesem allerdings nicht an den Start ging. Die 21,03 Sekunden, die er dabei gelaufen war, waren zugleich seine persönliche Saisonbestleistung. Ein Jahr später nahm Lehata von 9. bis 11. März an den Leichtathletik-Hallenweltmeisterschaften 2012 in Istanbul teil. Beim Turnier schied er allerdings im Vorlauf 7 als Fünftplatzierter mit einer Zeit von 7,00 Sekunden aus, konnte damit aber nicht nur eine persönliche Bestleistung erzielen, sondern auch einen nationalen Rekord aufstellen. Damit übertraf den am 7. März 1999 von Molise Rammita aufgestellten Rekord um ganze 0,30 Sekunden. Knapp zwei Monate später stellte er bei einem Meeting in Bellinzona einen neuen Nationalrekord über 100 Meter auf, wobei er mit einer Zeit von 10,33 Sekunden durchs Ziel kam und sich somit selbst um 0,14 Sekunden verbesserte.
Im April 2012 lief der 1,74 m große Athlet beim Meeting International d’Athlétisme in Bambous, der Bezirkshauptstadt des mauritischen Bezirks Black River, im 200-Meter-Lauf eine Zeit von 20,76 Sekunden und stellte dabei einen bereits am 25. November 1989 von Henry Mohoanyane aufgestellten Nationalrekord Lesothos ein. Am 30. Juni des gleichen Jahres konnte er bei den Leichtathletik-Afrikameisterschaften 2012 in Porto-Novo seine Zeit über 200 Meter erneut verbessern, wobei er im Semifinale mit einer Zeit von 20,63 Sekunden durchs Ziel lief. Das Finale beendete Lehata schließlich, auf der dritten Bahn laufend, als Siebenter mit einer Zeit von 21,11 Sekunden. Im gleichen Jahr nahm der er als einer von insgesamt vier Lesothern an den Olympischen Sommerspielen 2012 in London teil. Dabei trat er ebenfalls im 200-Meter-Lauf an, schied allerdings noch als Siebenter und damit Letzter im Vorlauf 4 mit einer Zeit von 20,74 Sekunden aus. Am 18. April 2013 verbesserte er seinen Rekord über 200 Meter ein weiteres Mal, als er bei einem internationalen Leichtathletik-Meeting in Bambous auf eine Zeit von 20,49 Sekunden kam. Beim Meeting trat Lehata nicht nur über die 200-Meter-Distanz an, sondern war auch beim 100-Meter-Sprint vertreten, wo er knapp an einem neuen lesothischen Rekord vorbeischrammte, als er eine Zeit von 10,36 Sekunden erreichte. Etwas mehr als zwei Monate nach diesem neuen lesothischen Rekord verbesserte Mosito Lehata beim Folksam Gran Prix Sollentuna im schwedischen Sollentuna am 27. Juni 2013 seinen selbst aufgestellten Rekord um ein weiteres Mal, als er die 200 Meter in 20,37 Sekunden lief.
Über ein Jahr nach seinem letzten Rekord über 100 Meter verbesserte sich der Lesother auch in dieser Disziplin und stellte am 7. Juli 2013 mit einer Zeit von 10,26 Sekunden bei einem internationalen Meeting in La Chaux-de-Fonds in der Schweiz einen neuen Landesrekord auf. Im August desselben Jahres nahm Lehata an den Leichtathletik-Weltmeisterschaften 2013 in Moskau teil, wo er im 200-Meter-Lauf antrat. Mit einer Zeit von 20,46 Sekunden qualifizierte er sich als Achtbester für das anschließende Semifinale, wo er allerdings mit einer Zeit von 20,68 Sekunden als 23. von 24 antretenden Athleten ausschied. Damit war er auch der erste lesothische Sprinter, der an einem Semifinale teilnahm, nachdem er bereits zwei Jahre zuvor die Qualifikation geschafft hatte, allerdings nicht gestartet war. Nach dem Rekord über 100 Meter, den er Anfang Juli 2013 beim 34. Résisprint aufgestellt hatte, erreichte er am 22. Februar 2014 beim Event Perth Track Classic ein weiteres Mal diese Zeit. Am 8. März 2014 stellte Lehata abermals in seiner eigentlichen Heimstätte im IAAF-Trainingscenter im mauritischen Bambous eine neue persönliche Bestzeit über 400 Meter auf, wobei er mit einer Zeit von 47,35 Sekunden durchs Ziel kam, damit allerdings noch knapp zwei Sekunden vom bestehenden Nationalrekord entfernt war. Beim Meeting Stanislas Nancy in der französischen Stadt Nancy konnte der Lesother am 27. Juni 2014 einen neuen nationalen Rekord im 100-Meter-Lauf aufstellen, als er mit einer Zeit von 10,13 Sekunden durchs Ziel lief. Bei den Commonwealth Games 2014 im schottischen Glasgow konnte Mosito Lehata allerdings wieder einen neuen lesothischen Nationalrekord aufstellen, indem er beim 200-Meter-Lauf auf eine Zeit von 20,36 Sekunden kam und dadurch seinen Rekord aus dem Vorjahr um 0,01 Sekunden verbesserte. Dabei verfehlte er eine Medaille nur knapp und belegte im Finallauf den vierten Platz.
Im Jahre 2015 verbesserte er seine Zeit über 100 Meter um weitere 0,02 Sekunden, als er mit 1,4 Meter Rückenwind in der Sekunde in Réduit auf Mauritius lief.

## Statistiken

### Persönliche Bestleistungen
| Event                 | Zeit (s) | Ort                | Datum           |
| --------------------- | -------- | ------------------ | --------------- |
| 60 Meter in der Halle | 7,00     | Istanbul           | 9. März 2012    |
| 100 Meter             | 10,11    | Réduit (Mauritius) | 12. April 2015  |
| 200 Meter             | 20,36    | Glasgow            | 31. Juli 2014   |
| 400 Meter             | 47,35    | Bambous            | 8. März 2014    |
| 3000 Meter            | 8:38,9   | Potchefstroom      | 23. Januar 2009 |